# Vocational Qualification Transfer System
Das VQTS (Vocational Qualification Transfer System)-Modell ermöglicht die transparente Darstellung von arbeitsbezogenen Kompetenzen sowie des Prozesses der Kompetenzentwicklung. Die Kernelemente des VQTS Modells sind die Kompetenzmatrix und Kompetenzprofile: Eine Kompetenzmatrix stellt die Kompetenzen bezogen auf Kernarbeitsaufgaben („Kompetenzbereiche“) in einem speziellen Berufsfeld und den Fortschritt der Kompetenzentwicklung („Stufen der Kompetenzentwicklung“) in strukturierter Form in einer Tabelle dar. Kompetenzprofile werden aus den einzelnen Teilen dieser Kompetenzmatrix erstellt.
Das VQTS Modell wurde ursprünglich zur Unterstützung transnationaler Mobilitäten im Kontext des European Credit System for Vocational Education and Training (ECVET) entwickelt. Eine Kompetenzmatrix kann aber auch zur Entwicklung von Qualifikationen, Ausbildungsprogrammen und Berufsprofilen sowie bei der Personalplanung, der Zuordnung von Qualifikationen zu Qualifikationsrahmen oder der Erhöhung von Durchlässigkeit zwischen beruflicher Ausbildung und Hochschule verwendet werden.

## Ziel
Das Hauptziel des VQTS Modells ist es, die Transparenz von Kompetenzen und Qualifikation, und infolgedessen das gegenseitige Verständnis zwischen verschiedenen Ländern und verschiedenen Kontexten (zum Beispiel zwischen Ausbildungswelt und Arbeitswelt oder zwischen beruflicher und hochschulischer Ausbildung) zu erhöhen und Qualifikationen miteinander vergleichbar zu machen.

## Aufbau und Inhalt

### Kompetenzmatrix

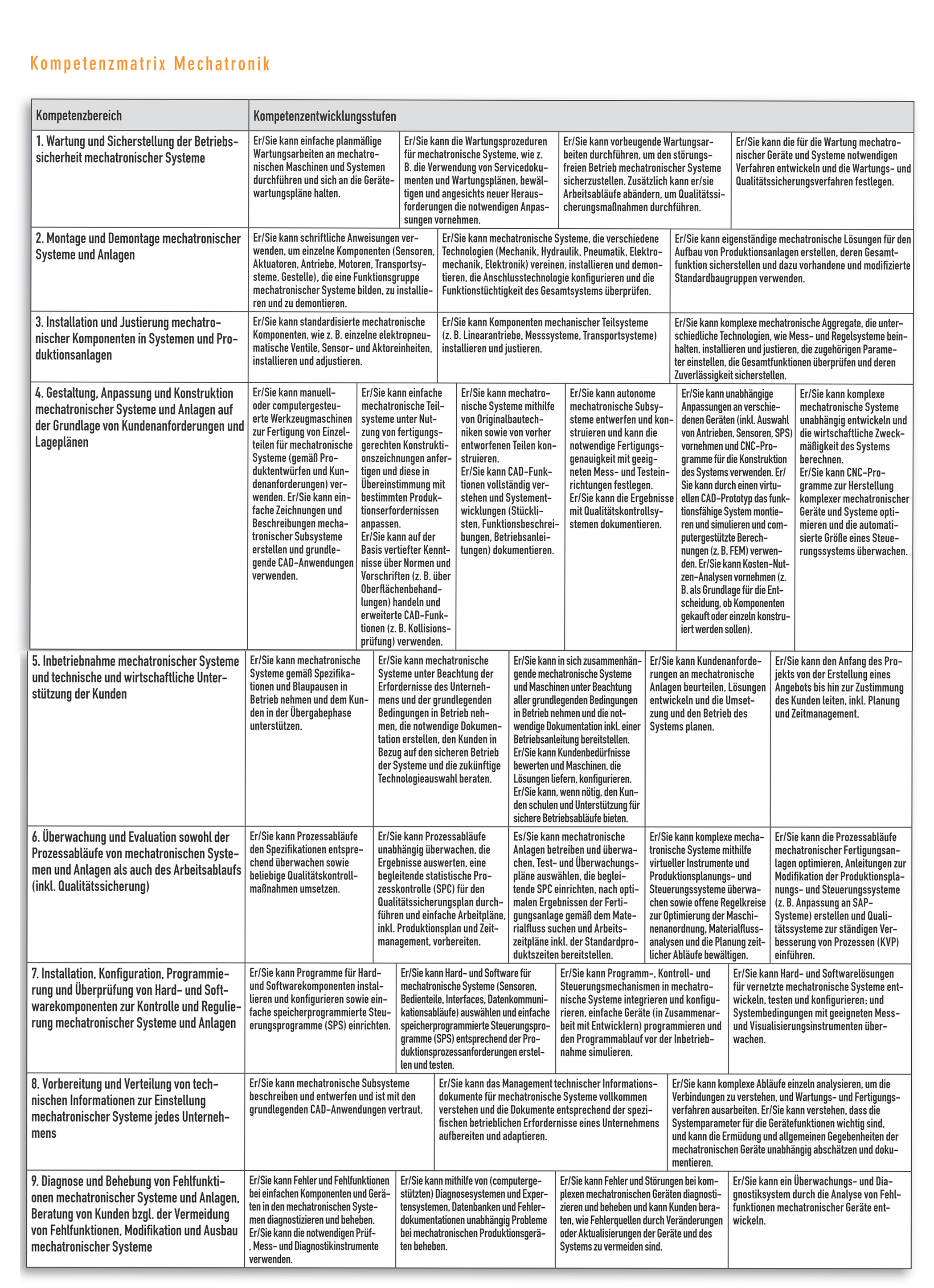
Grafik 1: Kompetenzmatrix Mechatronik

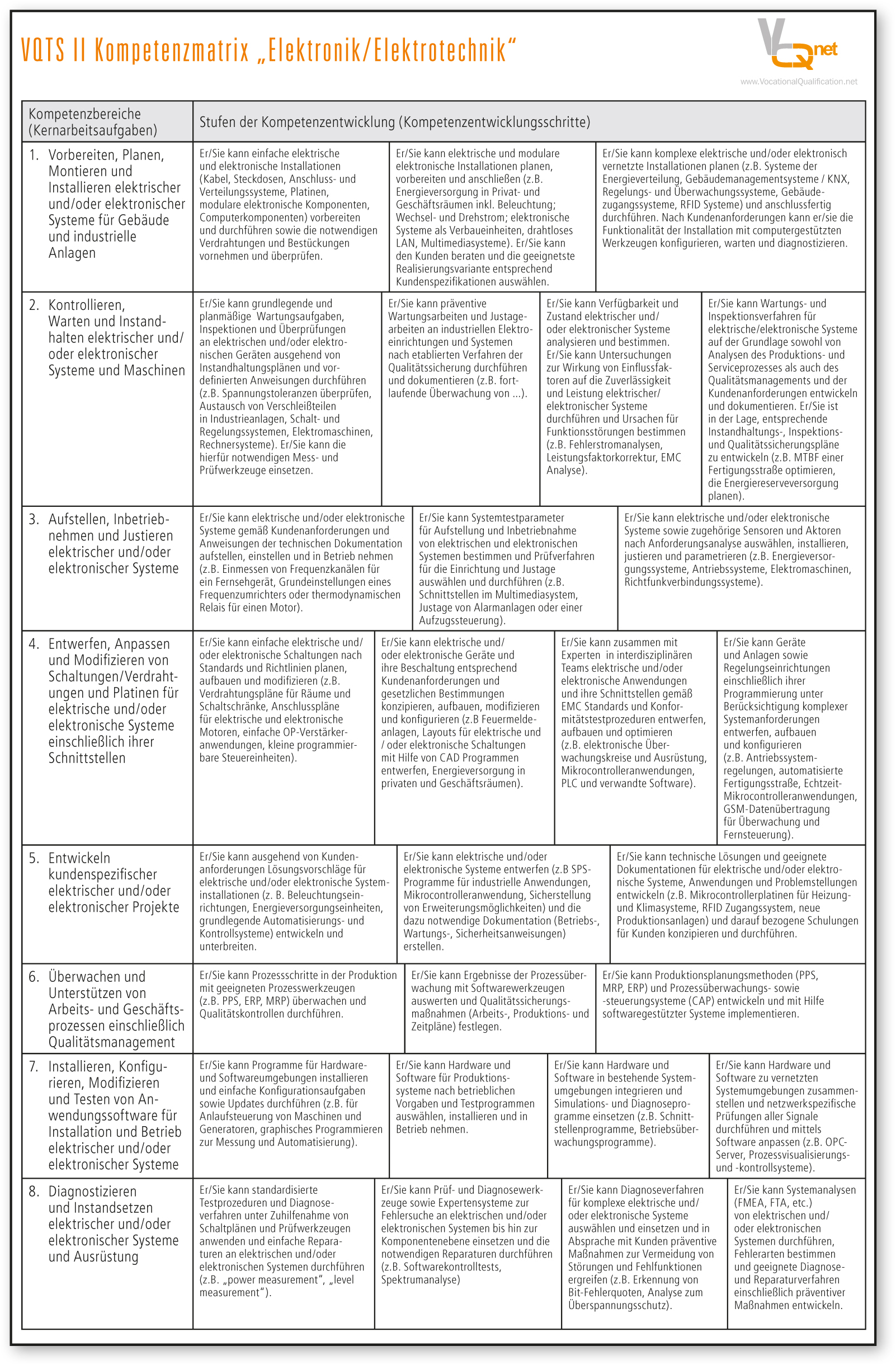
Grafik 2: Kompetenzmatrix Elektronik

Eine Kompetenzmatrix stellt die Kompetenzen bezogen auf Kernarbeitsaufgaben in einem speziellen Berufsfeld und den Fortschritt der Kompetenzentwicklung („Stufen der Kompetenzentwicklung“) in strukturierter Form in einer Tabelle dar:
- in der linken Spalte der Tabelle werden die Kompetenzbereiche basierend auf empirisch erhobenen (z. B. in moderierten Workshops mit Experten des jeweiligen Berufsfeldes) Kernarbeitsaufgaben aufgelistet;
- der Erwerb von Kompetenzen einer Person in Ausbildung in Bezug auf Kernarbeitsaufgaben wird für jeden Kompetenzbereich als „Stufen der Kompetenzentwicklung“ in der horizontalen Achse beschrieben.

Der Aufbau sowie die unterschiedliche Reichweite von Kompetenzmatrizen lassen sich anhand der folgenden Beispiele verdeutlichen:
- Kompetenzmatrix „Mechatronik“ (Grafik 1): Sie wurde im Projekt VQTS I entwickelt, in dem der Fokus auf beruflichen Bildungsprogrammen auf Sekundarebene lag und zeigt daher die Kompetenzentwicklung vom Anfänger- bis zum Facharbeiterniveau.
- Kompetenzmatrix „Elektronik/Elektrotechnik“ (Grafik 2): Im Rahmen des VQTS II Projekts wurde beabsichtigt, eine Kompetenzmatrix zur Identifikation von Überschneidungsbereichen zwischen beruflichen und hochschulischen Bildungsprogrammen zu entwickeln. Deshalb musste der Umfang der Kompetenzmatrix erweitert werden, um zumindest einige Stufen der für die hochschulische Bildung relevanten Kompetenzentwicklung einbeziehen zu können

Es ist von der „Natur“ eines Kompetenzbereiches abhängig, ob es sinnvoll ist, zwischen mehr oder weniger Stufen der Kompetenzentwicklung zu unterscheiden.
Zur Unterscheidung der Stufen der Kompetenzentwicklung gibt es keine vorgegebenen Determinanten. Es werden jedoch – sofern es sinnvoll ist – bestimmte Dimensionen als Referenzpunkte zur Beschreibung der Kompetenzentwicklung zusätzlich zu den Kontextmerkmalen (Werkzeuge etc.) einbezogen. Diese Dimensionen sind als Kontinua gedacht. Zu diesen Dimensionen zählen etwa die zunehmende Fähigkeit:
- selbstständig Arbeitsaufgaben durchzuführen;
- mit komplexen Situationen umgehen zu können;
- mit den Anforderungen von Qualitätsstandards umzugehen:;
- mit dynamischen Situationen umzugehen;
- mit Intransparenz umzugehen.

Die Kompetenzen der einzelnen Stufen der Kompetenzentwicklung werden kontextbezogen beschrieben. Es werden arbeitsbezogene Kategorien als Kontextmerkmale einbezogen, um die Aufgaben, Aktivitäten und Erfordernisse in einem bestimmten Feld zu verdeutlichen. Zu den arbeitsbezogene Kategorien zählen z. B. Gegenstände, Werkzeuge, Methoden und Organisation von Facharbeit sowie Anforderungen an Facharbeit und Technik.

### Kompetenzprofile
Mithilfe einer Kompetenzmatrix können Kompetenzprofile, die die in einem Ausbildungsprogramm zu erreichenden bzw. die von einer Person zu einem bestimmten Zeitpunkt bereits erreichten Stufen der Kompetenzentwicklung abbilden, erstellt werden.
Kompetenzprofile decken ein begrenztes Spektrum der in der Kompetenzmatrix beschriebenen Kompetenzen ab. Entwickelt werden sie durch die Identifikation der in einem speziellen Ausbildungsprogramm bzw. einer Qualifikationen „enthaltenen“ Kompetenzen oder durch die Identifikation der bislang von einer Person in Ausbildung erworbenen Kompetenzen (Individuelles Profil). Personen in Ausbildung kann ein Kompetenzprofilzertifikat ausgestellt werden, dieses stellt das Organisationsprofil sowie das individuelle Profil mittels Leistungspunkten (Credit Points) dar.

## Verwendungen
Eine Kompetenzmatrix kann dann verwendet werden, wenn die Transparenz von Kompetenzprofilen von besonderer Bedeutung ist, wie bei:
- der Übertragung von im Ausland erworbenen Kompetenzen (Mobilität in der beruflichen Bildung);
- der Übertragung und Anerkennung von im Rahmen der formalen beruflichen Bildung erworbenen Kompetenzen sowie durch nicht formales und informelles Lernen erworbenen Kompetenzen;
- der Entwicklung von Qualifikationen oder Ausbildungsprogrammen;
- der Entwicklung von Berufsprofilen sowie bei der Personalplanung;
- der Zuordnung von Qualifikationen zu Qualifikationsrahmen;
- der Erhöhung von Durchlässigkeit zwischen beruflicher und hochschulischer Ausbildung.

Beispiele für die Verwendung siehe VQTS Website.

## Kontext der Entwicklung
- Projekte

Das VQTS Modell wurde im Rahmen des Projekts VQTS I entwickelt, das von 2003 bis 2006 im Rahmen des EU-Programms „Leonardo da Vinci“ durchgeführt wurde. Es wurde von 3s koordiniert; die Projektpartnerschaft setzte sich aus Institutionen aus den folgenden Ländern zusammen: Dänemark, Deutschland, Großbritannien, Italien, Niederlande, Österreich, Tschechische Republik und Ungarn.
Weiterentwickelt wurde das VQTS Modell in dem ebenfalls von 3s koordinierten Innovationstransferprojekt VQTS II, das im Rahmen des Programms für Lebenslanges Lernen von 2007 bis 2009 gefördert wurde. Die Partnerschaft des VQTS II Projektes setzte sich aus Institutionen aus den folgenden Ländern zusammen: Deutschland, Malta, Niederlande, Österreich, Slowenien und Tschechische Republik.
- Bildungspolitischer Kontext

Die Entwicklung des VQTS Modells ist eng mit den Zielen des „Kopenhagen Prozesses“ verbunden, im Rahmen dessen an Instrumenten zur Erhöhung der Transparenz und Vergleichbarkeit von Qualifikationen gearbeitet wird. Das VQTS Modell gilt als eines der Vorzeigeinstrumente, um European Credit System for Vocational Education and Training umzusetzen und transnationale Mobilität zu unterstützen, da die an Schulen oder in Betrieben unterschiedlicher Länder erworbenen Kompetenzen dadurch vergleichbar werden und in der Folge im Heimatland leichter angerechnet werden können.

## Auszeichnungen
- 2006 Helsinki Award in der Kategorie „Recognition of competences and qualifications, ECVET“
- 2007 Lifelong Learning Award in Gold.[2]
- 2011 in ADAM, dem Projekt- und Produktportal für Leonardo da Vinci, als „Best Projects 2007“ ausgezeichnet